# BRICS首脳会議の参加者一覧
BRICS首脳会議の参加者一覧（ブリックスしゅのうかいぎのさんかしゃいちらん、英: List of BRICS summit attendees）は、2009年より毎年開催されているBRICS首脳会議で、BRICS加盟国を代表してサミットに参加した指導者の一覧。代理として外務大臣などが参加する場合もある。

## 参加者一覧
| 第1回 · 2009年 · ロシア      | ルイス・イナシオ・ルーラ・ダ・シルヴァ | ドミートリー・メドヴェージェフ | マンモハン・シン   | 胡錦濤 |                    |                              |                                      |                                                |                  |                        |
| 第2回 · 2010年 · ブラジル    | ルイス・イナシオ・ルーラ・ダ・シルヴァ | ドミートリー・メドヴェージェフ | マンモハン・シン   | 胡錦濤 |                    |                              |                                      |                                                |                  |                        |
| 第3回 · 2011年 · 中国        | ジルマ・ルセフ                         | ドミートリー・メドヴェージェフ | マンモハン・シン   | 胡錦濤 | ジェイコブ・ズマ   |                              |                                      |                                                |                  |                        |
| 第4回 · 2012年 · インド      | ジルマ・ルセフ                         | ドミートリー・メドヴェージェフ | マンモハン・シン   | 胡錦濤 | ジェイコブ・ズマ   |                              |                                      |                                                |                  |                        |
| 第5回 · 2013年 · 南アフリカ  | ジルマ・ルセフ                         | ウラジーミル・プーチン         | マンモハン・シン   | 習近平 | ジェイコブ・ズマ   |                              |                                      |                                                |                  |                        |
| 第6回 · 2014年 · ブラジル    | ジルマ・ルセフ                         | ウラジーミル・プーチン         | ナレンドラ・モディ | 習近平 | ジェイコブ・ズマ   |                              |                                      |                                                |                  |                        |
| 第7回 · 2015年 · ロシア      | ジルマ・ルセフ                         | ウラジーミル・プーチン         | ナレンドラ・モディ | 習近平 | ジェイコブ・ズマ   |                              |                                      |                                                |                  |                        |
| 第8回 · 2016年 · インド      | ミシェル・テメル                       | ウラジーミル・プーチン         | ナレンドラ・モディ | 習近平 | ジェイコブ・ズマ   |                              |                                      |                                                |                  |                        |
| 第9回 · 2017年 · 中国        | ミシェル・テメル                       | ウラジーミル・プーチン         | ナレンドラ・モディ | 習近平 | ジェイコブ・ズマ   |                              |                                      |                                                |                  |                        |
| 第10回 · 2018年 · 南アフリカ | ミシェル・テメル                       | ウラジーミル・プーチン         | ナレンドラ・モディ | 習近平 | シリル・ラマポーザ |                              |                                      |                                                |                  |                        |
| 第11回 · 2019年 · ブラジル   | ジャイール・ボルソナーロ               | ウラジーミル・プーチン         | ナレンドラ・モディ | 習近平 | シリル・ラマポーザ |                              |                                      |                                                |                  |                        |
| 第12回 · 2020年 · ロシア     | ジャイール・ボルソナーロ               | ウラジーミル・プーチン         | ナレンドラ・モディ | 習近平 | シリル・ラマポーザ |                              |                                      |                                                |                  |                        |
| 第13回 · 2021年 · インド     | ジャイール・ボルソナーロ               | ウラジーミル・プーチン         | ナレンドラ・モディ | 習近平 | シリル・ラマポーザ |                              |                                      |                                                |                  |                        |
| 第14回 · 2022年 · 中国       | ジャイール・ボルソナーロ               | ウラジーミル・プーチン         | ナレンドラ・モディ | 習近平 | シリル・ラマポーザ |                              |                                      |                                                |                  |                        |
| 第15回 · 2023年 · 南アフリカ | ルイス・イナシオ・ルーラ・ダ・シルヴァ | セルゲイ・ラブロフ             | ナレンドラ・モディ | 習近平 | シリル・ラマポーザ |                              |                                      |                                                |                  |                        |
| 第16回 · 2024年 · ロシア     | マウロ・ビエイラ                       | ウラジーミル・プーチン         | ナレンドラ・モディ | 習近平 | シリル・ラマポーザ | マスウード・ペゼシュキヤーン | アブドルファッターフ・アッ＝シーシー | ムハンマド・ビン・ザーイド・アール・ナヒヤーン | アビィ・アハメド |                        |
| 第17回 · 2025年 · ブラジル   | ルイス・イナシオ・ルーラ・ダ・シルヴァ | セルゲイ・ラブロフ             | ナレンドラ・モディ | 李強   | シリル・ラマポーザ | アッバース・アラーグチー     | モスタファ・マドブーリー             | ハーリド・ビン・ムハンマド・アール・ナヒヤーン | アビィ・アハメド | プラボウォ・スビアント |
| 第18回 · 2026年 · インド     |                                        |                                |                    |        |                    |                              |                                      |                                                |                  |                        |